# فهد بن محمد بن عبد الرحمن بن فيصل آل سعود
الأمير فهد بن محمد بن عبد الله بن تركي بن عبدالله آل سعود ولد عام (1335هـ/1916م) وهو الابن الثاني للأمير محمد بن عبد الرحمن بن فيصل آل سعود شارك مع عمه الملك عبد العزيز في جميع المعارك وهو شقيق خالد بن محمد بن عبد الرحمن آل سعود.

## زوجاته
- شيخة بنت عبد العزيز آل سعود (متوفاة). والدة نورة.
- موضي بنت عساف بن حسين العساف (من أهل الرس، توفيت يوم الجمعة 1 محرم 1431هـ، وصلي عليها بجامع الإمام تركي بن عبد الله بعد صلاة الجمعة، وقد تقبّل العزاء للرجال في منزل ابنها محمد[1]). والدة محمد، سارة، مشاعل، و الدكتورة الجوهرة.[2]
- سارة بنت سعد بن هويدي (من الجبور من سبيع). والدة خالد، تركي، عبد الله، طلال، نوف، و العنود.

## الأبناء
- الأمير خالد بن فهد (رئيس نادي الاتحاد السعودي سابقًا، وعضو شرف بارز فيه).[3] وله من الأبناء الأمير فهد (متزوج من الأميرة سارة بنت عبدالرحمن بن عبدالعزيز آل الشيخ)، الأميرة لمى، والأميرة علياء.
- الأمير محمد بن فهد. كان متزوج من الاميرة نورة بنت بندر بن محمد بن عبد الرحمن آل سعود وله من الأبناء الاميرة هيفاء (متوفاة)، و الامير خالد (متوفى)، ومتزوج من الاميرة بهاء بنت سعود بن محمد بن عبد العزيز بن سعود آل سعود وله من الأبناء الامير فهد (متزوج من الأميرة فهدة بنت فهد العويضة)، الامير سعود (متوفى) متزوج من الاميرة فهدة بنت فهد بن خالد بن ناصر بن عبدالعزيز ال سعود ،الامير فيصل، الاميرة هيفاء، و الامير عبد العزيز.
- الأمير تركي بن فهد.
- الأمير عبد الله بن فهد (وكيل إمارة منطقة مكة للشؤون الأمنية). وله من الأبناء الامير فهد، و الاميرة لطيفة.[4]
- الأمير طلال بن فهد. (متوفى) كان متزوج من كريمة الأمير سعود بن محمد بن عبدالعزيز آل سعود.[5]
- الأميرة العنود بنت فهد. كانت متزوجة من الأمير مشاري بن سعود بن عبد العزيز آل سعود ولها من الأبناء الامير تركي، و الاميرة هالة.
- الدكتورة الجوهرة بنت فهد (مديرة جامعة نورة بنت عبد الرحمن سابقًا). متزوجة من الأمير سعود بن محمد بن عبد العزيز بن سعود آل سعود.
- الأميرة نوف بنت فهد.
- الأميرة سارة بنت فهد.
- الأميرة مشاعل بنت فهد. متزوجة الأمير عبد الرحمن بن مساعد بن عبد الرحمن آل سعود.
- الأميرة نورة بنت فهد (متوفاة، وصلي عليها يوم الاثنين الموافق 19 جمادى الآخرة 1442هـ).[6] كانت متزوجة من الأمير سعد بن خالد بن محمد بن عبد الرحمن آل سعود.

## أفعاله الخيرية
- جامع الأمير فهد بن محمد بن عبد الرحمن آل سعود